# Матвеев, Дмитрий Петрович
Дми́трий Петро́вич Матве́ев (бел. Дзмітрый Пятровіч Мацвееў, 2 (15) мая 1916, Москва, Российская империя — 26 апреля 2005) — советский футболист, полузащитник, тренер. Отличник физической культуры (1958).

## Биография
Родился 2 (15 по новому стилю) мая 1916 года в Москве.
В юности был учеником слесаря на московском 1-м шарикоподшипниковом заводе.
Играл в футбол на позиции полузащитника. В 1931—1933 годах выступал за московскую «Парижскую коммуну».
В середине 1930-х тренировался с московским «Спартаком», однако не выходил на поле в матчах чемпионата СССР. Играл за клубную команду красно-белых в чемпионате Москвы.
В 1937—1939 годах был на срочной армейской службе. Окончил Высшую школу тренеров.
В 1939—1940 годах защищал цвета минского «Динамо», куда пришёл по приглашению возглавившего команду однокурсника по ВШТ Михаила Чуркина. По ходу сезона-40 после отставки Чуркина был назначен играющим тренером. Сезон-41 начал в составе выступавшего в группе «А» харьковского «Спартака», провёл 5 матчей.
Участвовал в Великой Отечественной войне. Сражался в составе 186-й танковой бригады, 33-го гвардейского стрелкового полка 11-й гвардейской стрелковой дивизии, участвовал в обороне Москвы, дошёл до Кёнигсберга. Трижды был легко ранен.
В 1945 году возобновил игровую карьеру. До 1953 года выступал за минский ОДО / ОДОКА, в том числе с 1949 года был играющим старшим тренером.
В 1956 году тренировал минский «Спартак», выиграв с ним зональный турнир класса «Б» и подняв команду в класс «А», но в сезоне-57 после череды неудачных матчей был освобождён от должности.
В дальнейшем работал в футбольной школе молодёжи в Минске.
Награждён медалями «За отвагу», «За боевые заслуги», «За взятие Кёнигсберга», «За победу над Германией», знаком почётного ветерана белорусского футбола № 1.
Умер 26 апреля 2005 года.